# Terrytown (Louisiana)
Terrytown és una població dels Estats Units a l'estat de Louisiana. Segons el cens del 2000 tenia 25.430 habitants.

## Demografia
Segons el cens del 2000, Terrytown tenia 25.430 habitants, 9.344 habitatges, i 6.793 famílies. La densitat de població era de 2.646,5 habitants/km².
Dels 9.344 habitatges en un 38,2% hi vivien nens de menys de 18 anys, en un 47,2% hi vivien parelles casades, en un 20% dones solteres, i en un 27,3% no eren unitats familiars. En el 22,2% dels habitatges hi vivien persones soles el 5% de les quals corresponia a persones de 65 anys o més que vivien soles. El nombre mitjà de persones vivint en cada habitatge era de 2,72 i el nombre mitjà de persones que vivien en cada família era de 3,19.
Per edats la població es repartia de la següent manera: un 29% tenia menys de 18 anys, un 10,1% entre 18 i 24, un 32,2% entre 25 i 44, un 20,7% de 45 a 60 i un 7,9% 65 anys o més.
L'edat mediana era de 32 anys. Per cada 100 dones de 18 o més anys hi havia 85,9 homes.
La renda mediana per habitatge era de 36.897 $ i la renda mediana per família de 41.963 $. Els homes tenien una renda mediana de 31.421 $ mentre que les dones 23.241 $. La renda per capita de la població era de 16.725 $. Entorn del 13,6% de les famílies i el 15,5% de la població estaven per davall del llindar de pobresa.

## Poblacions més properes
El següent diagrama mostra les poblacions més properes.